# 切断 (DNA)
切断 (せつだん、英語:cut、scission) はDNAの切断の型のひとつで、DNA二本鎖が二本とも切り離されることである。

## ニック
ニック(英語:nick)とは核酸科学において二本鎖DNAの一方の鎖の、隣接したヌクレオチド間のホスホジエステル結合が欠如している部分である。

## 修復
DNAの二本鎖構造の変化を修復するため、切断を行う場合がある。組換え修復を行う場合、二本鎖切断によって相同組換えを介した交差を始める。